# Sadje
Sadje je naziv za človeku užitne plodove različnih dreves in grmov. Večji del sadežev lahko uživamo sveže, brez predhodne priprave. Meja med sadjem in zelenjavo je zabrisana. Sadje ima običajno več sadnega sladkorja (fruktoze) in raste na večletnih rastlinah. Botanično nastane sadež iz cveta, zelenjava pa iz drugih delov rastline. Paprika, kumarica in buča nastanejo iz cveta, vendar zaradi male količine sadnega sladkorja sodijo med zelenjavo. Nasprotno velja za rabarbaro; kljub temu da uporabimo pecelj, sodi med sadje.

## Sestavine
Sadje vsebuje veliko ubijalcev mrčesa, balastnih snovi, sadnih kislin in mineralov. Delež sestavin se pri različnih sadežih močno razlikuje. Največ je vode:
- voda: 75–80 %.
- ogljikovi hidrati: 20–20 %; prevladujejo fruktoza (sadni sladkor), glukoza, celuloza in pektinske snovi.
- sadne kisline: 1–5 %; jabolčne, citronske, akorbinske kisline.
- esencialne aminokisline – gradniki beljakovin.
- lipidi: od 3 do 1,0%, v lupinskem sadju pa do 64 %.
- vitamini: C, A, vitamini B2 kompleksa.
- minerali: Ce, P, Fe, Na, K, Mg, Ca, Ka, Al

## Vrste sadja
- koščično sadje: češnja, breskev, marelica, sliva, višnja, nektarina, granatno jabolko
- pečkasto sadje: jabolko, hruška, kaki, kutina, nešplja
- jagodičasto sadje: borovnica, grozdje, jagoda, malina, ribez, robida, brusnica, kosmulja
- lupinasto sadje: oreh, lešnik, kostanj, mandelj, pistacija, indijski oreh
- južno sadje-agrumi: limona, pomaranča, grenivka, mandarina, citrona
- južno sadje-drugo: kivi, smokva, rožič, datelj, kokosov oreh
- tropsko-eksotično sadje: banana, ananas, mango, papaja, avokado, gvajava

## Izdelki iz sadja
- Sadni sokovi (bistri, motni, kašasti),
- Zmrznjeno sadje,
- Suho sadje,
- Kompoti,
- Marmelade
- Prelivi
- Sadni žele.
- pite

## Shranjevanje in konzerviranje
- Shranjevanje v hladilnicah (nižje temperature, ustrezna vlažnost),
- Zmrzovanje (je zelo dober postopek konzerviranja, ker sadju ne spremeni hranilne vrednosti),
- Sušenje sadja (samo na zraku ali v biosušilnikih s pomočjo višje temperature),
- Konzerviranje (pasterizacija) s sladkorjem,